# Дунавече
Дунавече (мађ. Dunavecse) је град у Мађарској, у оквиру жупаније Бач-Кишкун.
Дунавече је имао 8.844 становника према подацима из 2010. године.

## Географија
Град Дунавече се налази у средишњем делу Мађарске. Од престонице Будимпеште град је удаљен око 95 km јужно.
Град се налази у средишњем делу Панонске низије, на десној обали Дунава. Надморска висина града је око 100 m.